# 공작 (작위)
공작(公爵, Duke, 여성형: 여공작(女公爵, Duchess))은 제후의 작위 중 하나로 오등작 중 최고위 작위이다. 또한 군주의 칭호 중 하나로 왕, 또는 대공(大公)보다는 한단계 낮은 격의 칭호이기도 하다. 공작이 지배하는 영역은 공작령(公爵領), 공작이 지배하는 국가는 공국(公國)이라고 부른다.

## 동양

### 중국
주나라 때 성립된 오등작 중 제1위의 작위명이다. 주나라의 중앙 관료인 경사(京師)로 일했던 주공, 소공 등에게 수여된 작위, 그리고 일부 제후국에 수여된 작위이다. 제후로 공작에 임명된 것은 상나라 왕족이 봉작된 송나라가 대표적이며, 순망치한의 고사로 유명한 우나라, 주나라(州) 등이 있다. 주나라의 관료에게 수여된 공작은 당사자의 제후국 작위와 별개였기 때문에 주공 단이 봉작된 노나라는 후작, 소공 석이 봉작된 연나라는 백작이었다. 실제 작위로 공작을 가진 제후국은 극히 드물었지만, 춘추시대에 접어들면 대다수 제후국들이 실제 작위와 관계 없이 군주의 시호로 공(公)을 사용하였다. 전국시대에는 대부분의 국가가 왕을 자칭하였기 때문에 공은 귀족 또는 고위 관료들을 높여 부르는 칭호로 사용되기도 하였다.
진나라 이후 이십등작이 실시되면서 오등작 자체가 유명무실해졌다. 실제 영지를 받은 제후는 왕 아니면 후작이었고, 공작을 비롯한 나머지 작위들은 소멸되었다. 다만 조조가 위공(魏公)으로 봉해진 것을 비롯해서 공작이 사용된 사례가 전해지는데, 보통 국공(國公), 군공(郡公) 등의 용법처럼 왕작과 동일한 용법에서 왕을 공으로 낮춰 사용하였다.

### 한국
한국사에서는 고려 시대에 처음 등장하였는데, 5등작(공, 후, 백, 자, 남) 중에서 최고의 지위를 점한다. 고려 때 제후는 왕의 종친인 경우 공(公),후(侯),백(伯)에 비종친인 경우 정2품 국공(國公), 종2품 군공(郡公), 정5품 현후(縣侯), 정5품 현백(縣伯), 정5품 개국자(開國子), 종5품 현남(縣男)에 봉작 되었다. 대부분 왕자들은 공(公),후(侯)에 봉작되었으며 후(侯)에 초봉되었다가 공(公)으로 진봉되는 것이 관례였다. 국공(國公)에 봉작된 이로는 조선국공(朝鮮國公) 이자겸, 개성국공(開城國公) 왕기 등이 있다. 봉작제는 충렬왕 때에 원의 내정 간섭에 의해 체제가 격하되어 잠정적으로 폐지되었지만, 공민왕때에 다시 부활하였다. 그러나 고려가 멸망하고 조선이 개국되자, 1398년(태조 7년) 왕자를 공(公)으로, 종친과 부마를 후(侯)로, 정1품을 백(伯)으로 봉하기도 하였으나, 1401년에 태종은 중국을 참람되게 모방할 수 없다하여 공(公)을 부원대군(府院大君)으로, 후(侯)를 군(君)으로, 백(伯)을 부원군(府院君)으로 고치게 하여 3단계 작위인 봉군제만 사용했다. 이후 1897년 조선이 대한제국으로 격상되자, 대한제국 건국에 가장 큰 공로가 있는 심순택이 1906년 고종 황제로부터 공작에 봉작되어 청녕공(靑寧公)에 봉작되었다.
그밖에 외국으로부터 국공에 봉해진 사례도 있다. 삼국시대 말, 고구려 유민 지도자인 대중상이 중국 당나라로부터 진국공(震國公)의 작위를 받은 사례가 있다.

### 일본
메이지 유신 이후로 성립되어 일본 제국이 패망하기 직전까지 존재했던 화족을 나누는 5등작 중에서 제1위에 해당되는 작위로 교토 조정의 고셋케(후지와라씨의 혈통을 이은 다섯 가문으로 고노에가, 구조가, 니조가, 다카쓰카사가, 이치조가), 도쿠가와 종가, 시마즈 종가, 모리 종가, 고셋케를 제외한 일부 공가 출신(사이온지 긴모치 등을 포함), 그리고 기타 국가에 큰 공(偉功) 있는 자들인 이토 히로부미, 가쓰라 다로, 야마가타 아리토모, 마쓰카타 마사요시 등(모두 일본 정계의 원로로 유명)이 있으며 도쿠가와 구니유키(대일본사 완성 공적), 도쿠가와 요시노부 등도 일본사에 이름을 남기고 공작 가문이 되었다.
한일 병합 이후 일본 귀족으로 편입된 대한제국의 고위급 인사들인 조선귀족 중 누구도 공작으로 봉하여지지 않았다.

## 서양
서양 중세 시대의 봉건 제도에 있던 신분제를 보면, 5등작 중에서 제1위에 해당하는 작위이며 후작의 위이다. 본래 로마시대 고위 군지휘관이였던 독스에서 유래된 것으로 후에 로마 영내에 정착한 이민족들이 그대로 본따 자신들의 왕국에 사용했다. 프랑스와 독일에서는 넓은 영토를 가진 통치자들에게 사용하기도 했다. 프랑스와 독일 지방을 다스린 카롤링거 왕조에서는 일찍부터 공작을 임명했으나 후기로 접어들면서 중앙 정부의 힘이 약해지자 공작들이 세습작위로 바꾸면서 점점 왕실의 통제에서 벗어나는 것을 막지 못했다.

### 프랑스
카를링거 왕조 이후 초기 봉건시대에 노르망디·아키텐·부르고뉴 공작들은 프랑스 왕으로부터 사실상 독립해 있었다. 브르타뉴 공작도 처음에는 백작 칭호만을 받았으나 뒤에는 독립했다. 그러나 이런 대규모 봉토(封土)들은 점점 프랑스 왕국으로 재통합되었고, 그 후 ' 귀족 공작령'(duchés-pairies)이라는 이름으로 왕족의 영지가 되었다. 처음에는 왕의 적자(嫡子)인 왕자들만 봉토를 받을 수 있었으나 16세기부터는 서자(庶子)들과 외국 왕자들, 프랑스 왕을 섬기는 다른 봉신들에게도 주어졌다. 귀족 공작령은 영구(永久) 공작령처럼 세습되는 것이었고 귀족이 아닌 사람들이 세습 공작령을 갖고 있기도 했다. 프랑스 왕족인 사람을 빼고도, 프랑스 대혁명 이전부터 내려온 공작칭호 가운데 1980년대까지 비공식적으로 남아 있는 것이 30개가 넘으며, 그 가운데 최초의 공작령은 위제(1565, 등록 1572)이다.

### 독일
카롤링거 왕조의 군지휘관으로 임명받은 공작들이 점점 독립함에 따라, 원래 여러 부족들이 모여 살던 프랑켄·슈바벤·바이에른·작센 지방에는 거대한 공작령(領)들이 나타나게 되었다. 12세기에 오스트리아(1156)와 슈타이어마르크(1180)에 새로운 공작령을 만든 호엔슈타우펜조(朝)의 황제들은 공작을 충성스러운 봉신(封臣)의 지위로 낮추는 데 성공했고, 한편 지위가 낮은 귀족 가문들이 그들의 영지와 권력을 다져나가자 공작의 권위는 상대적으로 약해지기 시작했다. 1250년 이후, 호엔슈타우펜조가 단절되자 공작들은 각 공작령에서 독립을 확보했으나 공작위는 왕 밑에서 더 이상 위세를 떨치지 못하고 다만 백작보다 높은 지위임을 나타내는 데 그쳤다. 또한 1356년 금인칙서(金印勅書)가 나와 선제후(選帝侯)들이 많은 특권을 갖게 되자 공작은 명목상으로도 가장 높은 지위를 인정받지 못하게 되었다.

### 이탈리아
카를링거의 제국이 분열된 후 이탈리아 북부와 중부는 작은 도시로 분산된다. 이후 르네상스까지 시뇨리아가 지배하는 형태였지만 신성로마제국에 편입되면서 점차 공작령들이 생겨나기 시작했다. 이후 거대한 공작령들 가운데 근대까지 남아 있던 것은 밀라노·피렌체(토스카나 대공령)·루카·만토바·모데나·파르마피아첸차였다. 그러나 교황, 신성 로마 황제, 나폴리 왕들은 마음대로 공작칭호를 내렸기 때문에 아주 흔했다. 사보이 왕가 출신 왕들은 자손들에게 가끔 두카(duca)라는 칭호를 내렸다.

### 스페인
스페인 서고트족 공작들은 이슬람교도의 지배를 받게 되자 없어졌다. 레콩키스타(재정복운동) 때에는 두케(duque)라는 칭호가 존경을 나타내는 뜻으로 쓰였다. 베르트랑 뒤 게클랭에게 주기 위해 1370년에 만든 소리아이몰리나에 있는 카스티야 공작령을 빼고는 원래 공작칭호는 왕자들만 받을 수 있는 것이었으나, 15세기 중반부터 점점 다른 귀족들도 받게 되었다. 그 뒤에 생긴 공작위들 가운데 아직도 남아 있는 가장 오래된 것은 메디나시도니아(1445)이다. 또한 스페인 왕들은 그들의 나폴리와 시칠리아 영토에 마음대로 공작령을 만들었다. 그러나 스페인이 중앙집권화 되면서 다른 귀족들과 마찬가지로 공작들도 많은 권한을 잃게 되었다. 프란시스코 프랑코 장군은 코르테스(의회)에서 받은 권리로 1948년에 칼보소텔로·몰라·프리모데리베라 공작령들을 만들었다.

### 영국
1337년 에드워드 3세가 에드워드 흑태자를 위해 콘월주를 공작령으로 만들기 전에는 공작이란 칭호가 없었다(잉글랜드 왕들이 가지고 있던 노르망디와 아키텐 공작령은 프랑스 왕의 봉토였음). 그 후 왕실남자 혈통의 후손들이 랭커스터(1351)·클래런스(1362)·요크(1385)·글로스터(1385)·베드퍼드(1413)·서머싯(1443) 공작령을 받았다. 그러나 1444년 모계로 왕실 혈통을 이은 험프리 스태퍼드(제1대 글로스터 공작 우드스톡의 토머스의 딸 글로스터 공녀 앤은 험프리의 모친)도 버킹엄 공작이 되었다. 노퍽 공작령이 생긴(1483) 다음부터는 흔하지는 않았지만 왕실사람이 아닌 사람들에게도 정식으로 공작칭호를 내렸다. 이후 영국의 공작 칭호는 현재까지 남아 있다.

## 같이 보기
- 봉건제